# Saga (Plezzo)
Saga (in sloveno Žaga, in tedesco anticamente Saaga) è un paese della Slovenia, frazione del comune di Plezzo.
La località si trova nell'alta valle del fiume Isonzo a 419,1 metri s.l.m., confina a ovest direttamente con l'Italia con il valico di frontiera di Uccea e comprende anche gli agglomerati di Bočič, Melan, Njivica e Šekeljni.

## Geografia fisica

### Alture principali
Monte Plagne (Vrh Planje), 1663 m; Monte Guarda (Skutnik), 1720 m; Baba Piccola (Mala Baba), 1977 m; Baba Grande (Velika Baba), 2160 m; Veliki Babanski skedenj, 2117 m; Mali Babanski skedenj, 1963 m; Mostiči, 1647 m; Gulj, 954 m; Veliki Hum, 1593 m; monte Stol (Stol), 1673 m; Ribežni, 1518 m; Mali Muzec, 1612 m; Gabrovec (Veliki Muzec), 1630 m.

### Corsi d'acqua
Fiume Isonzo; rio Uccea (Učja); torrente Boka.

## Storia
Dopo la caduta dell'Impero romano d'Occidente, e la parentesi del Regno ostrogoto, i Longobardi si insediarono nel suo territorio, seguiti poi attorno al VI secolo da popolazioni slave. Fu così che tutto il suo territorio entrò a far parte del Ducato del Friuli. Alla caduta del Regno longobardo subentrarono quindi i Franchi; in seguito al Trattato di Verdun, nell'843, entrò a far parte del Regnum Italiae e poi, nel 951, della Marca di Verona e Aquileia; dopo un'iniziale sottomissione al Ducato di Baviera dal 952, nel 976 passò al Ducato di Carinzia appena costituito dall'imperatore Ottone II.
Nel 1077 passò al Principato ecclesiastico di Aquileia. Con la caduta del Patriarcato di Aquileia passò nel 1420 (formalmente nel 1445) alla Repubblica di Venezia.
Col trattato di Noyon (1516) la Serenissima perse Saga e il resto dell'alta valle del fiume Isonzo a favore della Contea di Gorizia e Gradisca che già dal 1500 era sotto dominio asburgico.
Col trattato di Schönbrunn (1809), trovandosi sulla sponda destra del fiume Isonzo entrò nel Regno d’Italia napoleonico al confine con le Province illiriche.
Col congresso di Vienna nel 1815 rientrò in mano austriaca come comune autonomo sempre nella Contea di Gorizia e Gradisca, inquadrata a sua volta dapprima nel Regno d'Illiria e poi dal 1849 nel Litorale austriaco.
Durante la prima guerra mondiale fu teatro del Primo Balzo delle truppe italiane nonché della Battaglia di Caporetto.
Dopo la prima guerra mondiale, fu comune autonomo della Provincia del Friuli per poi passare, nel 1927, alla ricostituita Provincia di Gorizia venendo assorbito dal comune di Plezzo.
Fu soggetta alla Zona d'operazioni del Litorale adriatico (OZAK) tra il settembre 1943 e il 1945 e tra il 1945 e il 1947, trovandosi a ovest della linea Morgan, fece parte della Zona A della Venezia Giulia sotto il controllo britannico-americano del Governo Militare Alleato (AMG); passò poi alla Jugoslavia e quindi alla Slovenia.